# Regeneración tisular guiada
La regeneración tisular guiada o RTG es una técnica periodontal por la cual se procede a la restauración del hueso, cemento y ligamento periodontal a sus niveles originales, antes de ser dañados por la enfermedad periodontal. Consiste en colocar barreras de diferentes tipos(membranas) que mantengan un espacio el cual permite separar al hueso y el ligamento periodontal del epitelio gingival y del tejido conectivo. 

## Descripción de la técnica de la regeneración tisular guiada
La regeneración tisular guiada requiere que se proceda a la restitución de todo el periodonto perdido, es decir, de la formación de nuevo hueso, cemento, inserción y orientación de las fibras colágenas periodontales del ligamento. Para lograr este objetivo, es necesario que se produzca una migración selectiva de células derivadas del ligamento periodontal y del hueso alveolar; en este sentido las matrices cumplen la función de impedir que las células epiteliales o los fibroblastos gingivales lleguen al sitio receptor. Las células que proceden del ligamento periodontal tienen altos niveles de actividad de la fosfatasalcalina y un gran potencial de diferenciación celular; por ello estas células juegan un rol importante en la regeneración tisular.
La adhesión de estas células y su migración depende de factores intrínsecos y extrínsecos. Los factores intrínsecos se refieren al citoesqueleto intracelular y a los componentes de la matriz extracelular; y los extrínsecos, al sustrato al que se adhieren. Los fibroblastos gingivales no tienen la capacidad de regenerar el periodonto perdido, de hecho afectan negativamente este proceso pero competitivamente tienen ventaja sobre los fibroblastos del ligamento, ya que los fibroblastos gingivales proliferan más rápidamente. Un factor importante en la cicatrización de heridas y que estimula respuestas regenerativas es el PDGF-BB. Este factor de crecimiento juega un papel importante en la regulación de las actividades de las células mesenquimáticas y hace que las células del ligamento periodontal proliferen más rápidamente.
La principal complicación que presenta la técnica de RTG es la exposición de las barreras al medio oral.

## Barreras en la regeneración tisular guiada
Una barrera o membrana debe de tener las siguientes características: 
- Biocompatibilidad
- Evitar que tipos indeseables de células penetren, pero permitir el paso de nutrientes y gases.
- Integración tisular.
- Ser capaz de crear y mantener un espacio.
- Fácil de manipular.

Las barreras utilizadas en la regeneración tisular guiada se clasifican en dos grandes grupos: no reabsorbibles y reabsorbibles. 

### Barreras no reabsorbibles
Dentro de las ventajas es que permiten manejar el tiempo de cicatrización (permanencia en boca), tienen mayor rigidez, posibilidad de tener refuerzo de titanio.
Las principales desventajas son la necesidad de remoción lo que implica un segundo procedimiento quirúrgico, mayor consumo de tiempo del cirujano, aumento de la morbilidad para el paciente, la segunda cirugía puede interferir con la maduración de los tejidos, mayor riesgo de exposición.
Las membranas no reabsorbibles pueden ser: Filtro bacteriano de acetato de celulosa, Politetrafluoroetileno expandido (PTFE-e), PTFE-e con refuerzo de titanio, dique de hule.

### Barreras reabsorbibles
Tienen la ventaja de que no es necesario una segunda cirugía, es degradada por el organismo, fácil manipulación, menor riesgo de exposición e infección.
Mientras que sus desventajas pudiera ser la escasa previsibilidad del tiempo de reabsorción, mayor tendencia al colapso y tiempo de reabsorción influido por el paciente.
Las membranas reabsorbibles se clasifican a su vez en dos tipos: las que están hechas con polímeros sintéticos: ácido poliláctico y ácido poliglicólico.  Como por ejemplo Atrisorb, compuesta por ácido poliláctico, que puede fabricarse en el mismo sillón dental y aplicarse de forma semisólida; y las que están hechas con materiales naturales, entre las que destacan las membranas de colágeno tipo I, las de sulfato cálcico y las de proteínas del esmalte.
Las membranas de colágeno tipo I mantienen sus funciones durante semanas. Los motivos por los que usar este material son muchos, entre ellos cabe mencionar:
- La biocompatibilidad: el colágeno es un producto natural que posee una degradación enzimática. Promueve la adhesión, la migración y la proliferación celular.
- Hemostático: facilita la agregación de las plaquetas, facilitando el cierre y cicatrización de las heridas. * Actúa como barrera: provee espacio e impide el paso de células epiteliales, además actúa como una barrera semi-permeable, permitiendo la entrada de nutrientes y el intercambio de gases.
- Es un material quimitáctico: atrae a los fibroblastos. * Reabsorbible: lo cual elimina la necesidad de una segunda cirugía. - * Disponible: lo cual permite eliminar la necesidad de tener un sitio donador.

## Indicaciones de la regeneración tisular guiada
- Furcas clase II.
- Defectos infra-óseos. * Recesión.
- Perforación del seno maxilar.
- Pérdida ósea provocada por absceso periapical.
- Aumento del reborde para colocación de implantes.
- Aumento óseo para estabilizar el implante.

## Contraindicaciones de la regeneración tisular guiada
- Idealmente debe existir un nivel óseo interproximal adecuado, una encía queratinizada de 1 mm como mínimo.
- No debe existir infección activa en el sitio receptor, además si existe inflamación, el procedimiento debe de ser pospuesto o evitado, debido a que los tejidos blandos han de presentar una gran calidad.
- En casos de que el paciente presente mala higiene oral. * Cuando el profesional ha de tratar a un fumador. Es una contraindicación relativa ya que se necesita que el paciente deje de fumar desde una semana antes, hasta una semana después de realizar el procedimiento.